# Quartier des Rives du Cher de Tours
Les Rives du Cher sont un quartier populaire français du sud de Tours, situé sur la rive droite du Cher. Il a été construit entre 1962 et 1968, dans la foulée du quartier du Sanitas. Il compte près de 5 000 habitants répartis sur une zone restreinte de dix hectares. C'est un quartier de type grand ensemble, qui comprend notamment les deux plus hautes tours de la ville. Son développement se déroule dans le contexte des Trente Glorieuses, durant lesquelles la ville de Tours fait face à une demande inédite de logements que les constructions plus centrales n'ont pas suffi à combler.
Contrairement à ce que son nom peut laisser penser, le quartier ne comprend pas l'ensemble des rives du Cher de Tours, mais s'étend stricto sensu entre le rond-point Saint-Sauveur à l'ouest et le pont ferroviaire à l'est. Il est naturellement délimité par le Cher au sud et par les lignes de chemins de fer au nord. Il s'étend ainsi sur une longueur de 1,5 kilomètre pour seulement 400 mètres de large au maximum, ce qui l'enclave dans un espace restreint. La partie ouest du quartier est classée en politique prioritaire de la ville.

## Historique du développement

### Origines
Peu après la fin de la Seconde Guerre mondiale, la ville de Tours connait une croissance démographique considérable, notamment du fait de la décentralisation industrielle, de l'explosion des naissances, de l'arrivée de travailleurs immigrés et de l'exode rural. Après la guerre d'Algérie, les rapatriements contribuent également à augmenter la population communale. Durant la même période, la ville voit donc débuter une série impressionnante de chantiers d'envergure sous l'initiative des maires Marcel Tribut puis Jean Royer. 
Face à un mal-logement problématique, les grands travaux s'ouvrent par la construction, en 1958, du Sanitas, grand ensemble bâti sur l'emplacement de la zone industrielle ferroviaire. Bien qu'il deviendra le plus grand quartier d'immeubles de la ville, la demande de logements reste forte et la ville cherche de nouveaux terrains à bâtir. Alors que la partie centrale de la ville commence à être saturée, effet accentué par l'enclavement de la commune entre la Loire au nord et le Cher au sud, la municipalité se tourne vers les bords du Cher, terrains inondables alors non constructibles. La zone précise qui accueillera le quartier des Rives du Cher comprenait alors des usines et des jardins ouvriers. Alors que les dernières tranches de logements sont engagées au Sanitas, le chantier d'aménagement des Rives du Cher commence en 1962.

### Aménagement du Cher

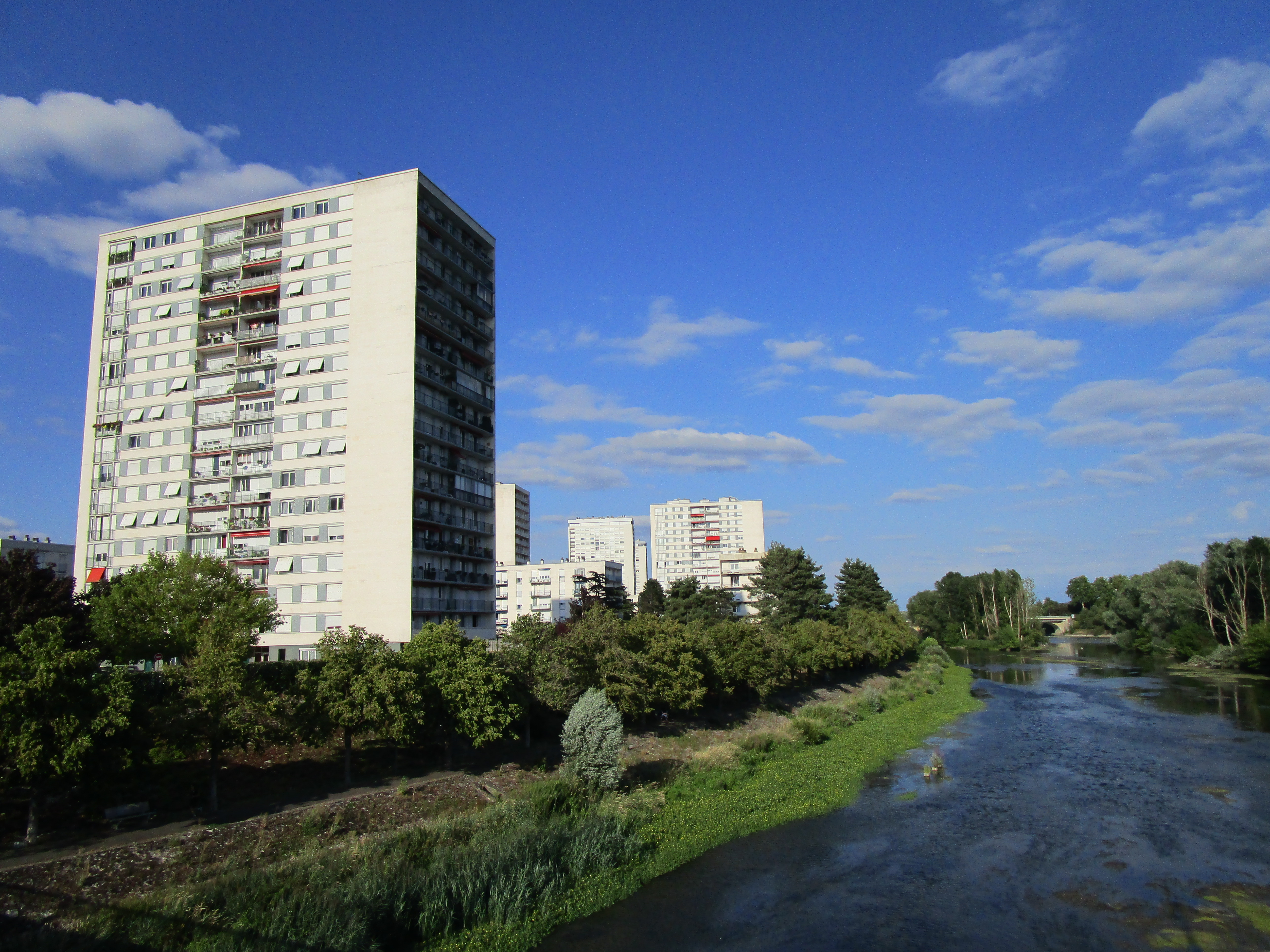
Vue des rives et des digues.

L'urbanisation des Rives du Cher est un défi sur le plan technique, nécessitant un aménagement des bords du Cher avec l'installation de digues surélevées et le remblaiement des secteurs à construire les plus bas afin de protéger le futur quartier des crues.  
Les travaux débutés en 1962 aboutissent à un changement notable de la géographie du Cher sur plusieurs kilomètres, alors que le tracé du cours d'eau est modifié et son lit élargi. Les matériaux extraits pour le remblai donnent naissance au lac de la Bergeonnerie, sur la rive gauche du Cher.
L'aménagement du Cher sera ensuite poursuivi poure rendre constructible d'autres zones, notamment celles qui accueilleront le quartier des Fontaines et Rochepinard. Une étude approfondie est menée en 1966 afin de déterminer la hauteur nécessaire des digues. Une maquette longue de 35 mètres est réalisée afin de reproduire les effets de la crue de 1856, qui avait atteint un débit de 1 690 m3, dans le but de déterminer l'étendue des travaux à réaliser.  Le projet se révélera plus tard contraire aux normes écologiques établies dans les années 1990, notamment en ce qui concerne la protection des zones humides.

### Urbanisation

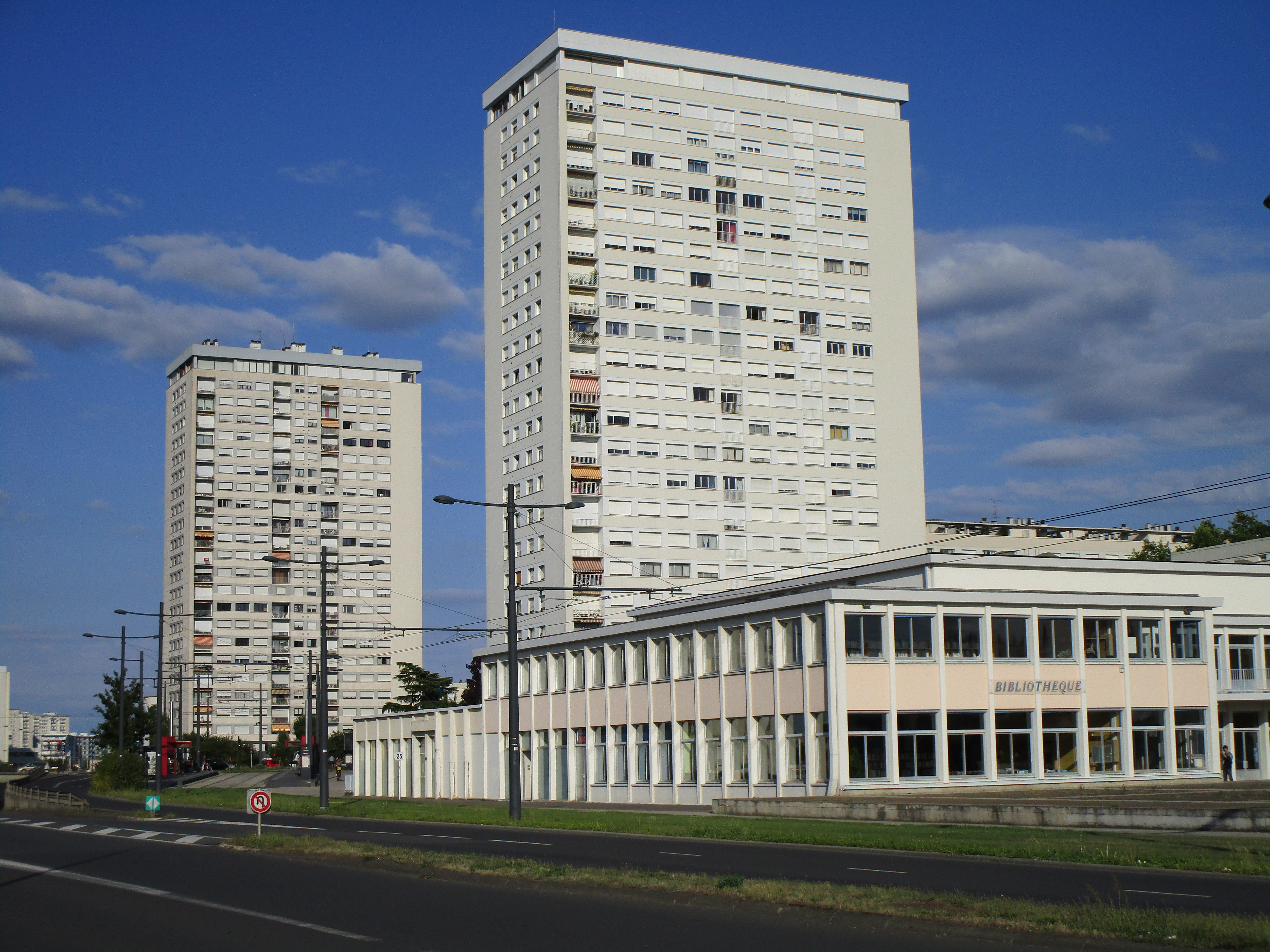
Les tours jumelles de Verdun.

La conception du plan d'ensemble est confiée, en 1959, aux architectes tourangeaux Joël Hardion et Pierre Boille, la municipalité envisageant un temps d'y associer Le Corbusier pour la réalisation d'une ou plusieurs unités d'habitation. Le plan d'aménagement prévoit la construction de 2 300 logements ainsi qu'une proximité avec services publics et commerces. Les chantiers de construction débutent en 1963, culminant avec l'inauguration dès 1966 des tours jumelles de Verdun qui comprennent 445 appartements. Avec 23 étages et 70 mètres, ce sont les plus hautes de la ville. Elles surpassent alors tout juste la « tour U » du Sanitas construite à peine un an auparavant. 
Les constructions se poursuivent vers l'ouest le long du Cher, jusqu'au pont Saint-Sauveur, et dans une moindre mesure à l'est de la place de Verdun et de l'avenue de Grammont jusqu'au pont ferroviaire. Dans le centre et à l'est, les appartements sont proposés à l'accession ou à la location privative, alors qu'à l'ouest du mail Suzanne Valadon, près de 1 200 logements sociaux sont bâtis par l'organisme d'habitations à loyer modéré Tour(s) Habitat et la société d'économie mixte de la ville.
Les logements construits dans le quartier sont principalement de grande taille, 75 % d'entre eux étant compris entre F4 et F6. Ce fait va conduire à une baisse sensible de la population locale à partir des années 1980. En effet, la baisse démographique, le vieillissement de la population et donc la réduction du nombre d'enfants par ménage va réduire le taux d'occupation moyen des foyers. Ce dernier passe de 3,76 à 2,66 personnes par logement entre 1968 et 1982.

### Suite du projet et développements récents
Le développement du quartier des Fontaines débute à peine quelques années après celui des Rives du Cher, alors que la ville recherche toujours à s'étendre pour faire face à la demande de logements. La municipalité dirigée par Jean Royer envisage alors l’aménagement et l'urbanisation complète des deux flancs de la rivière dans la traversée de l'agglomération, dans le cadre du grand projet d'aménagement de la vallée du Cher, censé loger 40 000 habitants. Mis à l'arrêt par la crise économique des années 1970, le projet est relancé à la fin des années 1980 : il comprend un technopole pour les Deux-Lions et un vaste ensemble immobilier avec de hautes tours à la Gloriette. Il est cependant abandonné face au ralentissement économique et démographique, en plus d'une forte opposition. Le préfet d'Indre-et-Loire puis l’État portent un coup de grâce au projet en 1994. 
La structure du quartier ne va ensuite quasiment pas évoluer. Le développement du quartier des Deux-Lions de l'autre coté du Cher à partir des années 1990 va favoriser l'implantation d'un pont suspendu piéton en 2001, le fil d'Ariane. En 2013, le nouveau pont du tramway permet également la circulation des piétons et vélos. En dehors de la reconstruction de l'école Gide-Duhamel en 2006, seul un immeuble sera bâti en 2016, dans l'ouest du quartier et au nord du boulevard Winston Churchill. La résidence du même nom compte 71 logements, dont 49 sociaux, ainsi que des bureaux d'entreprises. 

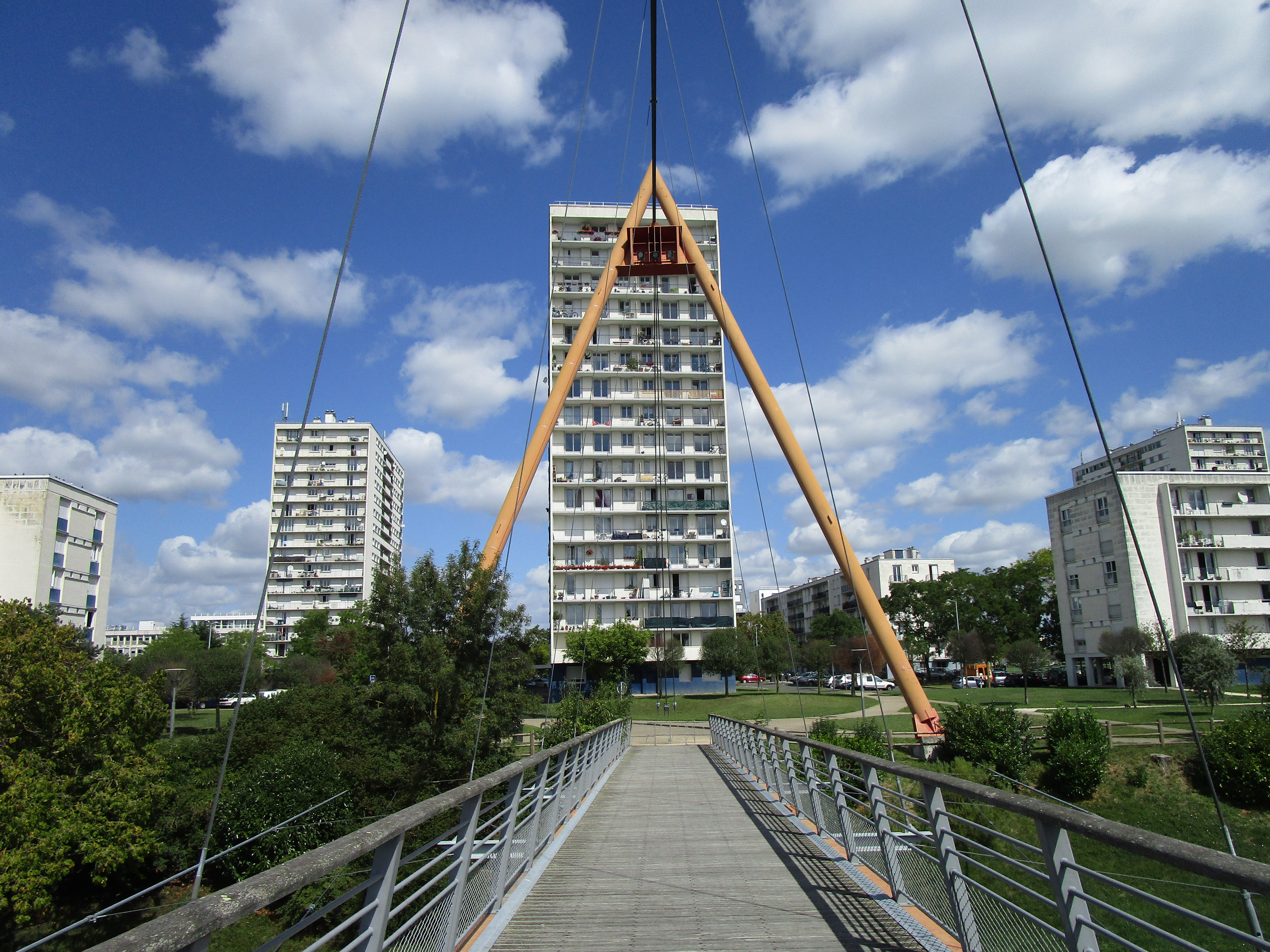
Le quartier depuis le fil d'Ariane.
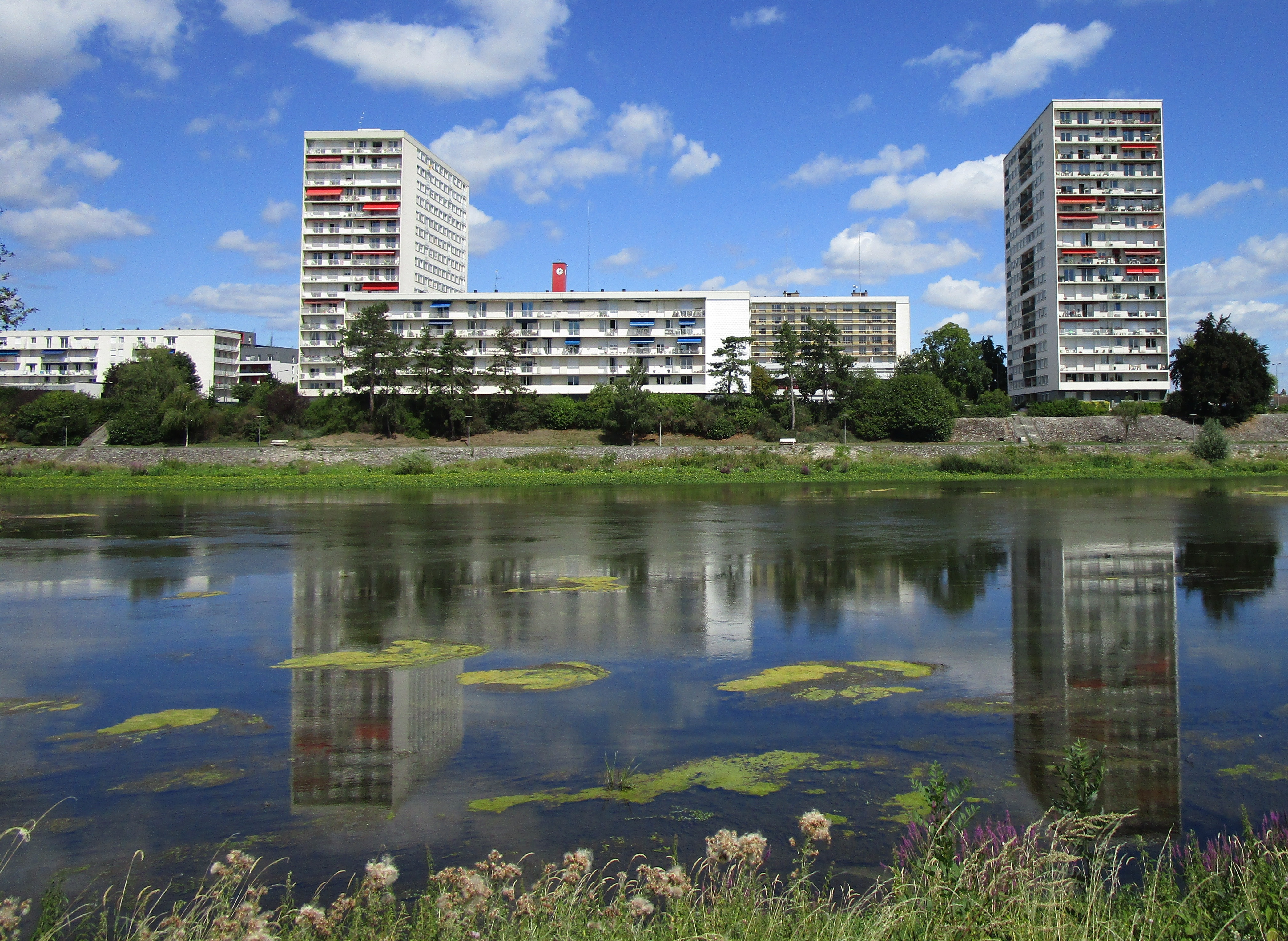
Partie est du quartier.
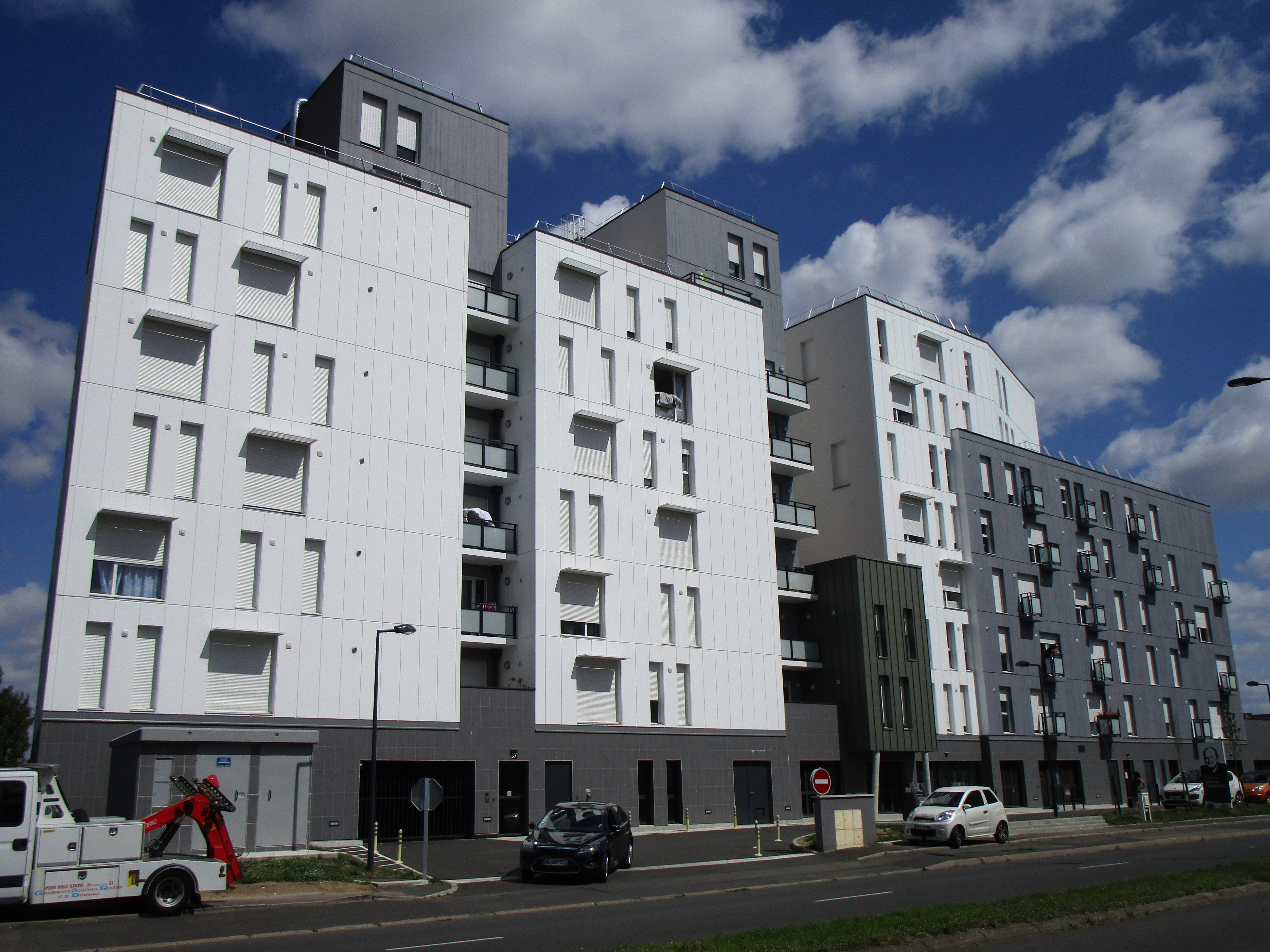
Résidence Winston Churchill.
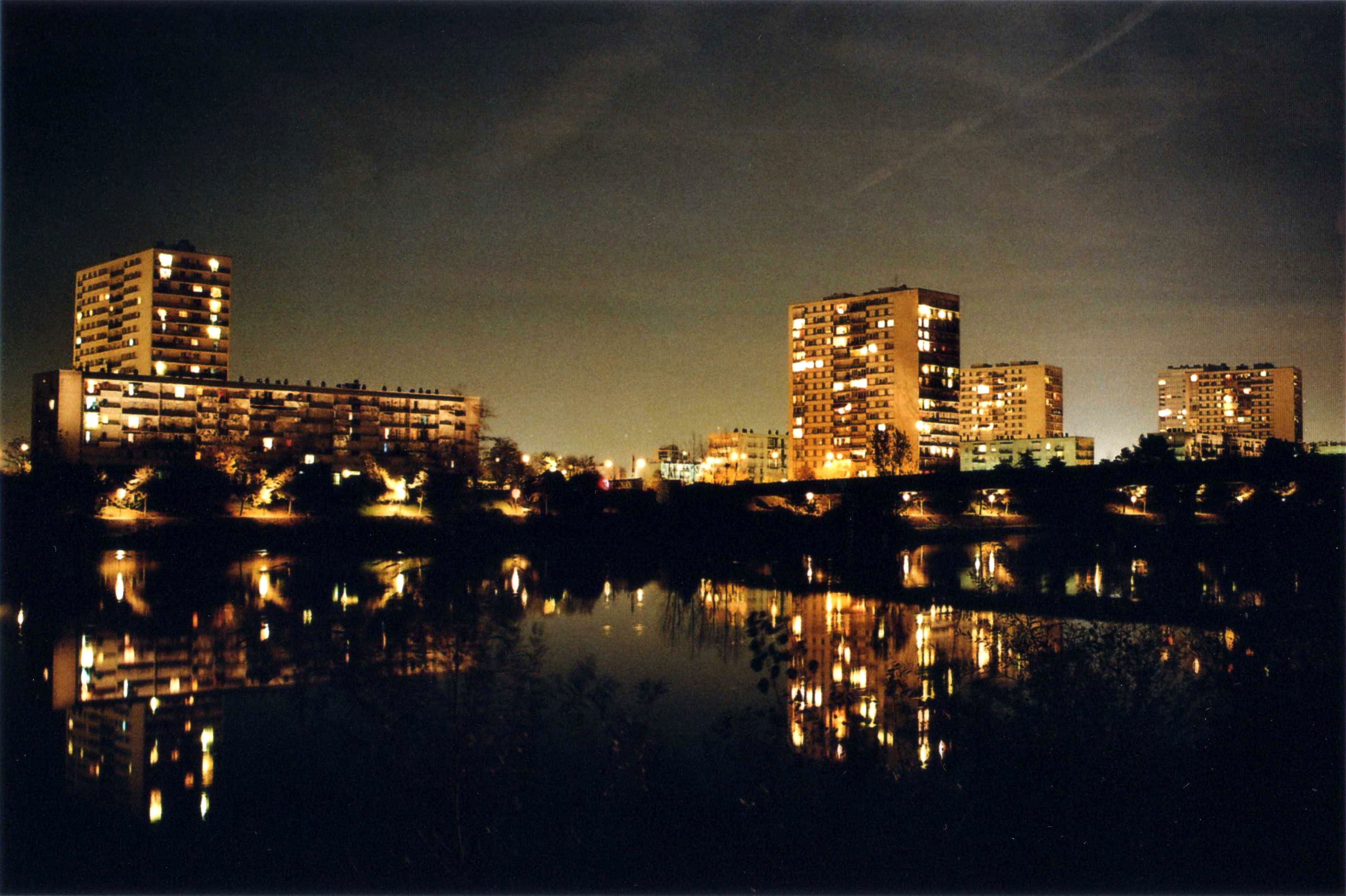
Vue nocturne.

## Conditions de vie

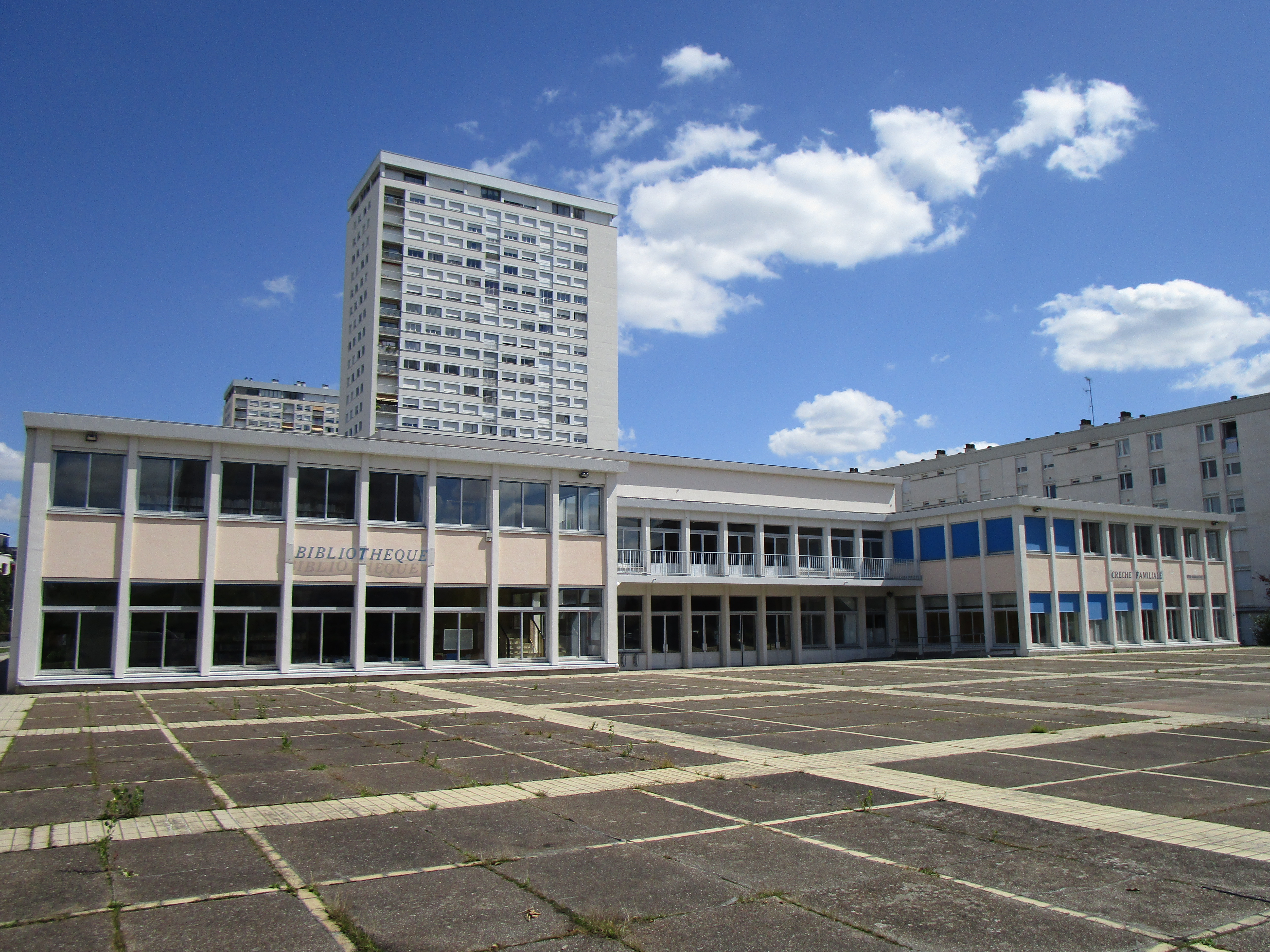
Bibliothèque et crèche familiale dans le quartier.

Le quartier des Rives du Cher est essentiellement constitué d'appartements situés dans des grands ensembles. Il contient pourtant une certaine mixité sociale. Le quartier est cependant relativement enclavé, étant contenu dans un espace limité par le Cher au sud et par les lignes de chemins de fer au nord, qui forment une barrière avec le centre de la ville. Ceci donne au quartier une forme allongée atypique, à la fois long et très peu large : 1,5 kilomètre pour seulement 400 mètres de large au maximum. 
Environ 41 % des logements sont des baux sociaux, surtout à l'ouest du pont de Vendée sur lequel passe le tramway. Les autres logements sont des propriétés ou des locations privées. Les revenus moyens des ménages s'établissent à environ 24 000 euros par an, soit 2 000 euros par mois et par foyer. En comparaison avec le reste de la commune de Tours, les employés, ouvriers et retraités sont surreprésentés dans le quartier. Ce dernier compte aussi un taux de chômage légèrement supérieur au reste de la commune, à 17 % de la population active en 2009 contre 14 %.
Ces chiffres ne doivent cependant pas cacher une forte disparité interne entre l'ouest du quartier pauvre et précaire et l'est surtout composés de retraités moyens. En effet, les revenus médians et le taux de chômage évoluent du simple au double, alors que 52 % des habitants ont plus de 65 ans à l'est, contre 19 % à l'ouest,. 
La partie Ouest des Rives du Cher est classée en tant que « quartier prioritaire de la politique de la ville », étant anciennement un quartier en « contrat urbain de cohésion sociale ». Elle s'étend du pont Saint-Sauveur à l'ouest jusqu'au pont de Vendée (le pont du tramway) à l'est, et entre le boulevard Winston-Churchill au nord et les bords du Cher au sud. Elle compte 2 989 habitants en 2018, soit environ 60 % de l'ensemble du quartier. Près de 46 % des habitants du secteur vivent sous le seuil de pauvreté et la moitié sont âgés de moins de 25 ans.

## Services publics

### Transports

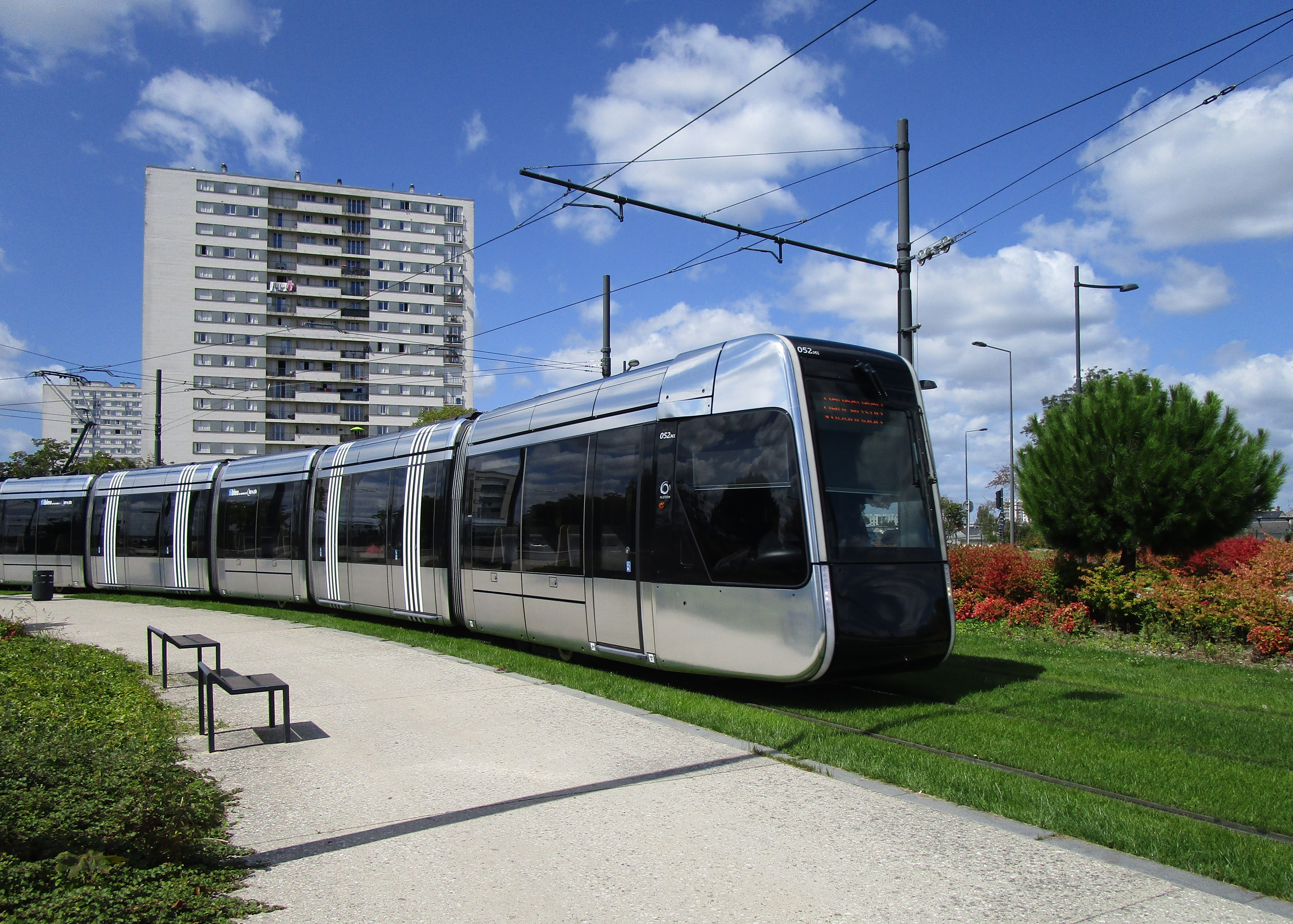
Le tramway arrivant à l'arrêt Suzanne Valadon.

Depuis l'inauguration du tramway de Tours le 31 août 2013, le quartier des Rives du Cher est bien desservi par les transports en commun. Il était auparavant traversé par la première ligne de bus du réseau Fil bleu, remplacée par le tramway. Ce chantier est par ailleurs vu comme un moyen de désenclaver le quartier. Le tramway suit un tracé parallèle au boulevard Winston Churchill sur un espace végétalisé et marque deux arrêts dans le quartier : Verdun sur la place du même nom, et Suzanne Valadon au cœur du quartier, à la limite avec le secteur social. Il relie ensuite le quartier des Deux-Lions via un pont dédié construit pour l'occasion. Ce dernier reprend l'emplacement de l'ancien pont ferroviaire de Vendée, détruit lors de l'élargissement du Cher en 1970. Le pont contient également des voies piétonnes et cyclistes, rapprochant les Rives du Cher et les Deux-Lions.
L'arrêt Verdun sur la place du même nom est par ailleurs l'un des points les plus importants de la ville pour assurer la correspondance avec les bus. La ligne de bus no 5 dessert également le quartier.

### Autres installations

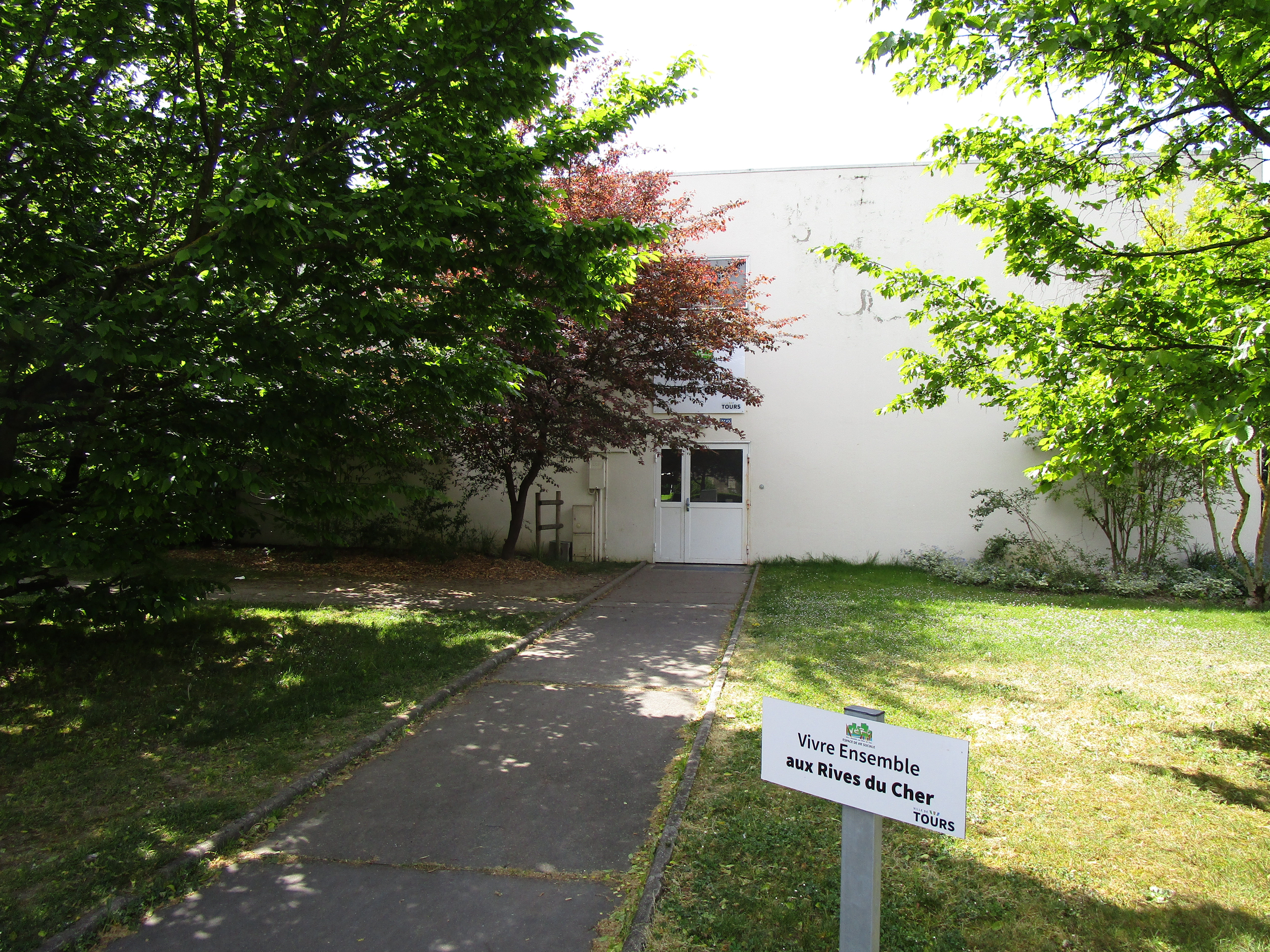
« Vivre ensemble aux Rives du Cher ».

À l'entrée ouest du quartier, on trouve les locaux de l'association « Vivre ensemble aux Rives du Cher », fondée en 1992 dans une ancienne école maternelle. En plus de servir de comité de quartier, l'association organise notamment des activités sportives et des voyages pour les enfants et adolescents du quartier, ainsi que du soutien scolaire, faisant office de petit centre social. Elle compte 233 adhérents en 2016.
À proximité de la place Verdun, on trouve aux pieds de la tour Ouest de Verdun un complexe destiné à accueillir des services publics, appelé « espace multiservices Toulouse Lautrec ». On y trouve surtout des associations, une bibliothèque et une crèche familiale. Cette dernière accueille une soixantaine d'enfants.

## Éducation

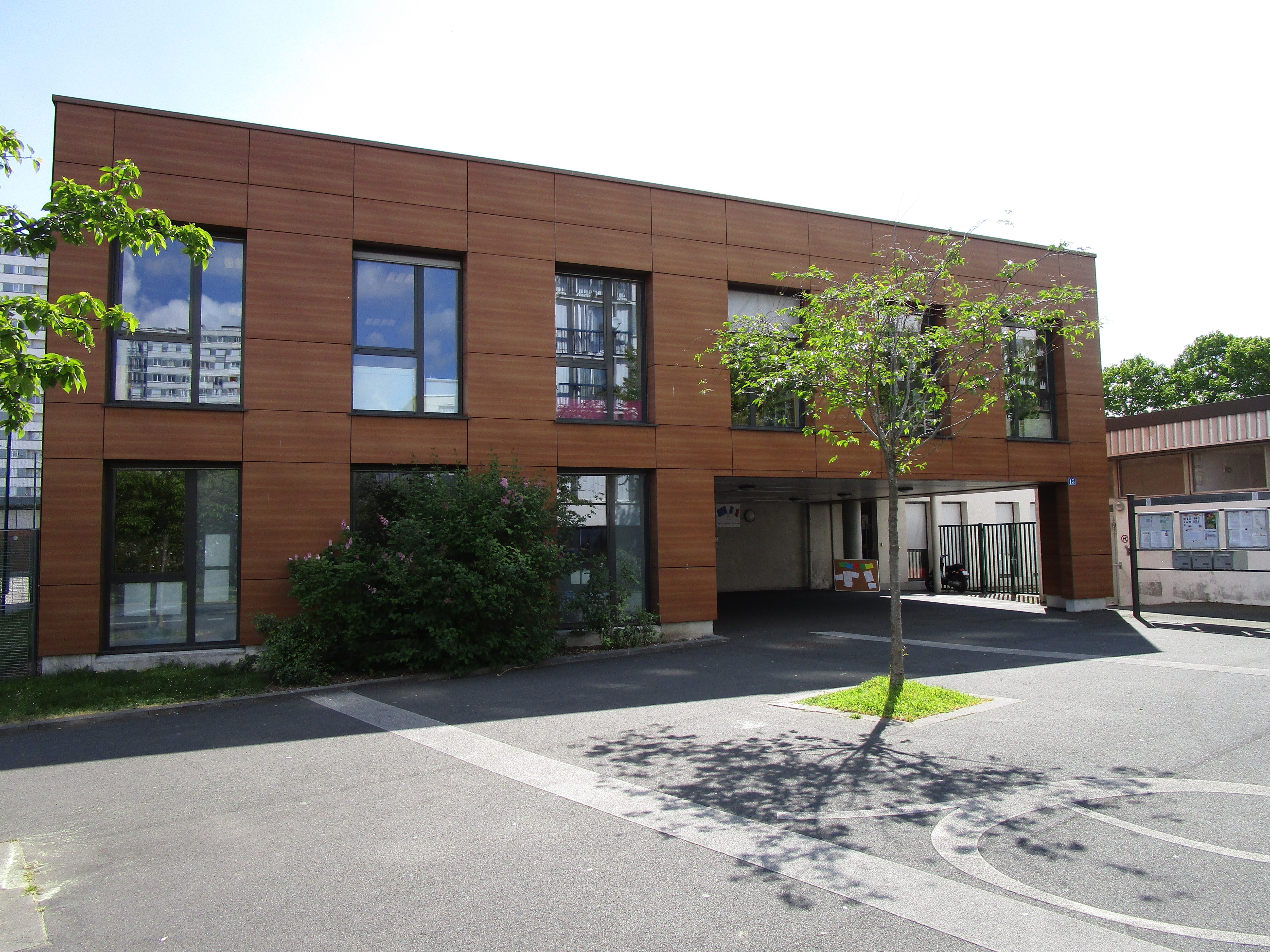
Les écoles Gide et Duhamel.

La partie Ouest des Rives du Cher accueille l'école élémentaire André-Gide et l'école maternelle Georges-Duhamel, dans le cœur du quartier, au sud de la rue Nicolas Poussin. Vieillissante, elle a été complètement reconstruite sur le même site entre 2004 et 2006. 
Le complexe scolaire prend en charge une grande partie des enfants du quartier, mais également près de 70 % des enfants du quartier voisin des Deux-Lions. La croissance démographique de ce dernier a conduit à la saturation de ces établissements, qui accueillent 475 élèves en 2018,. La construction de la nouvelle école primaire Simone Veil, ouverte en septembre 2019 dans les Deux-Lions, permet de désengorger ces établissements dont les effectifs passent à 424 élèves en 2022. 
Le quartier comprend aussi dans ce secteur l'école primaire privée Saint-Ursule, qui compte une centaine d'élèves. À l'est de l'avenue de Grammont, on trouve également l'école maternelle Alfred de Vigny et l'école élémentaire Alfred de Musset. Bien plus petites, elles comptent un peu moins de 200 élèves.

## Commerces

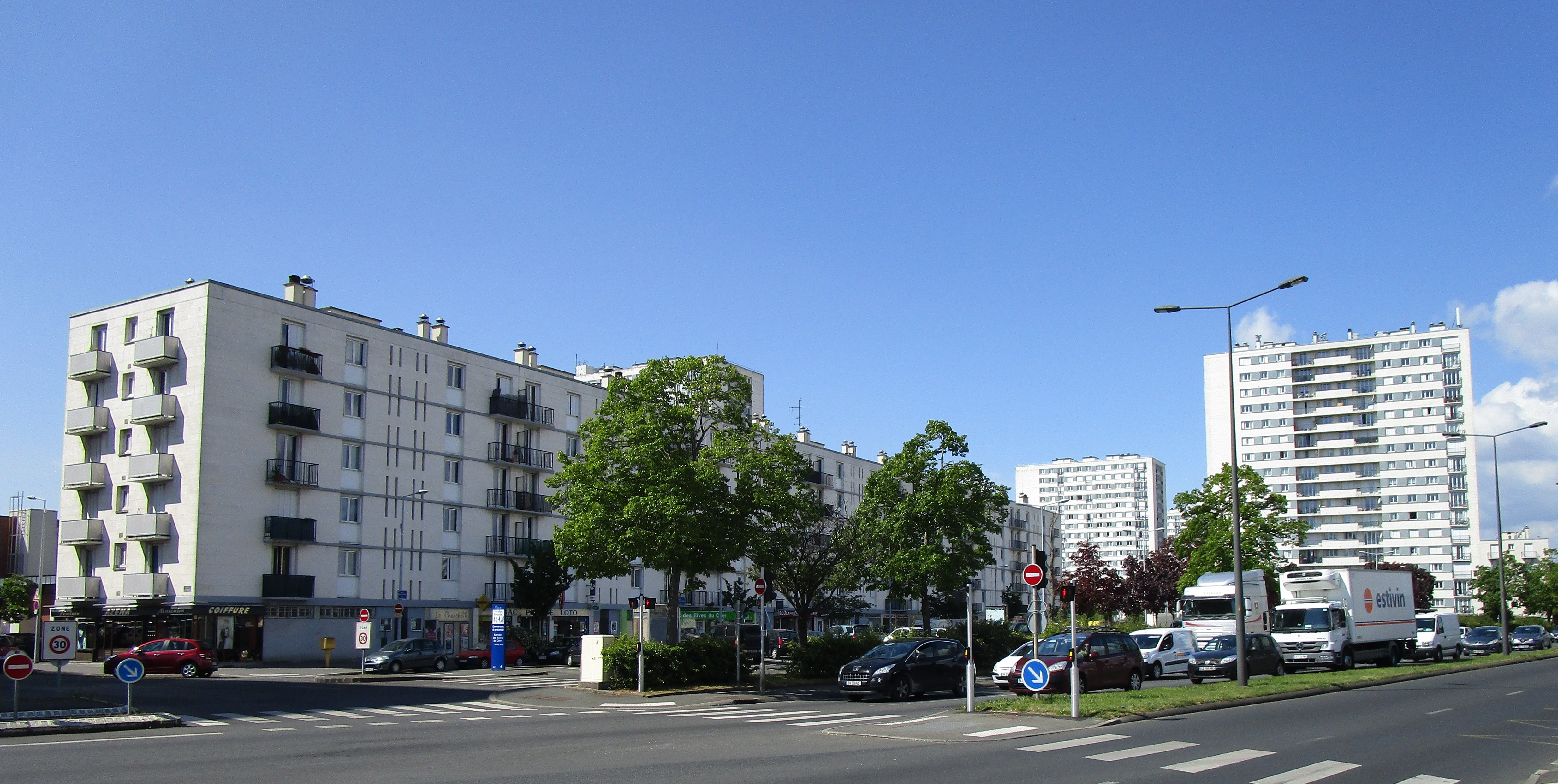
Boulevard Winston Churchill.

Le quartier des Rives du Cher contient assez peu de commerces, compte tenu de sa taille. La plupart sont situés de part et d'autre de l'avenue de Grammont, entre la place Verdun et le pont du Sanitas, au rez-de-chaussée de longs immeubles de huit étages. De plus, quelques commerces épars sont présents à proximité, autour de l'espace multiservices Toulouse Lautrec.

Seuls quelques commerces sont implantés dans le cœur du quartier, au rez-de-chaussée d'un immeuble de logements sociaux de cinq étages (à gauche sur la photo), sur la place Nicolas Poussin.